# Агрофизика
Агрофизика (агрономическая физика) — наука о физических, физико-химических и биофизических процессах, протекающих в агроэкологической системе «почва-растения-атмосфера». Агрофизика базируется на агробиологических (растениеводство, земледелие, физиология растений, почвоведение) и физико-математических науках (общая и экспериментальная физика, теоретическая и математическая физика, геофизика, метеорология), включает в себя физику твёрдой фазы почвы, гидрофизику почвы, теплофизику почвы, физику газовой фазы почвы, аэродинамические, радиационные и другие параметры приземного слоя воздуха, светофизиологию и радиобиологию растений, а также приёмы и средства регулирования внешних условий жизни растений.

## История
Одним из создателей агрофизики был немецкий агроном Мартин Эвальд Вольни. В 1878—1898 годах он был редактором и издателем журнала по этой теме: «Forschungen auf dem Gebiete der Agrikulturphysik», 20 томов.